# Klapin
Klapin (biał. Кляпін; ros. Кляпин, Klapin) – wieś na Białorusi, w obwodzie homelskim, w rejonie kormańskim, w sielsowiecie Karoćki.